# Jaroslav Cejp
Jaroslav Cejp (7. dubna 1924, Salbodoš – 22. března 2002) byl československý fotbalista, československý reprezentant.

## Sportovní kariéra
Odchovanec Chrudimi. Za československou reprezentaci odehrál 14 zápasů a vstřelil v nich 10 gólů. Dvakrát se stal mistrem republiky, roku 1946 a roku 1948, v obou případech se Spartou Praha. V československé lize nastřílel celkem 115 gólů (95 za Spartu, 20 za SK Pardubice) a je tak členem Klubu ligových kanonýrů. V roce 1948 se stal nejlepším střelcem ligy.
Kariéru musel předčasně ukončit pro těžké poranění nohy během ligového utkání.

## Ligová bilance
| Ročník                                     | Zápasy | Góly | Klub            |
| ------------------------------------------ | ------ | ---- | --------------- |
| Národní liga 1943/44                       | 25     | 15   | SK Pardubice    |
| Státní liga 1945/46                        | 13     | 5    | SK Pardubice    |
| Státní liga 1945/46                        | 6      | 6    | AC Sparta Praha |
| Státní liga 1946/47                        | 23     | 25   | AC Sparta Praha |
| Státní liga 1947/48                        | 20     | 21   | AC Sparta Praha |
| Státní liga 1948                           | 13     | 10   | AC Sparta Praha |
| Celostátní československé mistrovství 1949 | 24     | 15   | AC Sparta Praha |
| Celostátní československé mistrovství 1950 | 17     | 7    | AC Sparta Praha |
| Mistrovství československé republiky 1951  | 16     | 11   | AC Sparta Praha |
| CELKEM                                     | 157    | 115  |                 |

## Trenér
V roce 1954 vedl československý reprezentační tým na MS ve Švýcarsku společně s Borhym a Nejedlým.